# Stadio Ciro Vigorito
Stadio Ciro Vigorito (fost Stadio Santa Colomba) este un stadion multifuncțional din Benevento, Italia. În prezent este folosit în principal pentru meciuri de fotbal și este stadionul pe care își joacă meciurile de pe teren propriu echipa Benevento Calcio. Stadionul poate găzdui 25.000 de spectatori și a fost inaugurat în 1979.
Stadionul a fost numit după Ciro Vigorito, un director sportiv, jurnalist și antreprenor italian care a lucrat în sectorul energiei regenerabile.